# 川上戦術
川上戦術（かわかみせんじゅつ）は、選挙における手法。「川上戦略」「川上作戦」とも言われる。
田中角栄が提唱し、小沢一郎が継承したとされる。メディアにおいては、一例としてジャーナリストの池上彰が「政界版 悪魔の辞典」において紹介している。
山頂のわずかな水脈が中腹では川となり、河口に至ると大きく広がるように、選挙初日は過疎部から始め、徐々に人口の多い地域に移動し、最終日に最も人口が集まる駅前などで演説を行うという手法である。

## 例
2024年東京都知事選挙において、現職の小池百合子が最初の演説を八丈島続いて奥多摩で行ったことが話題となった。一方で、この件について小沢一郎事務所はX（旧Twitter）において、「選挙ではなく、もはや観光。」と批判した。